# Euclasta warreni
Euclasta warreni is een vlinder van de familie van de grasmotten (Crambidae). De wetenschappelijke naam van deze soort is voor het eerst voorgesteld door William Lucas Distant in een publicatie uit 1892.
De soort komt voor in Mali, Ethiopië, Congo-Kinshasa, Zambia, Zimbabwe en Zuid-Afrika.